# 1 500 mètres nage libre masculin aux championnats du monde de natation 2023
Cet article traite de l'épreuve masculine. Pour la compétition féminine, voir 1 500 mètres nage libre féminin aux championnats du monde de natation 2023.
Le 1 500 mètres nage libre masculin est une épreuve de natation sportive des championnats du monde de natation 2023. Elle a lieu les 29 et 30 juillet 2023 à Fukuoka au Japon.

## Records
Avant cette compétition, les records dans cette discipline étaient :
| Record du monde       | 14 min 31 s 02 | Sun Yang             | 4 août 2012  | Londres, Angleterre |
| Record du championnat | 14 min 32 s 80 | Gregorio Paltrinieri | 25 juin 2022 | Budapest, Hongrie   |

Au cours de la compétition, le nouveau record suivant a été établi :
| Record du championnat | 14 min 31 s 54 | Ahmed Hafnaoui | 30 juillet |

## Résultats détaillés
Les 8 meilleurs temps se qualifient pour la finale (F).

### Séries
| Rang | Série | Ligne | Nageur                      | Pays            | Temps          | Commentaire     |
| ---- | ----- | ----- | --------------------------- | --------------- | -------------- | --------------- |
| 1    | 2     | 5     | Robert Finke                | États-Unis      | 14 min 43 s 06 | F               |
| 2    | 2     | 4     | Daniel Wiffen               | Irlande         | 14 min 43 s 50 | F               |
| 3    | 3     | 8     | Ahmed Hafnaoui              | Tunisie         | 14 min 39 s 53 | F               |
| 4    | 3     | 3     | Lukas Märtens               | Allemagne       | 14 min 51 s 20 | F               |
| 5    | 3     | 5     | Mykhailo Romanchuk          | Ukraine         | 14 min 52 s 15 | F               |
| 6    | 3     | 6     | Samuel Short                | Australie       | 14 min 53 s 38 | F               |
| 7    | 3     | 7     | Kristóf Rasovszky           | Hongrie         | 14 min 54 s 09 | F               |
| 8    | 3     | 1     | David Aubry                 | France          | 14 min 54 s 29 | F               |
| 9    | 3     | 0     | Marwan El-Kamash            | Égypte          | 14 min 55 s 19 |                 |
| 10   | 2     | 2     | Damien Joly                 | France          | 14 min 56 s 31 |                 |
| 11   | 3     | 2     | Charlie Clark               | États-Unis      | 14 min 57 s 16 |                 |
| 12   | 2     | 3     | Fei Liwei                   | Chine           | 14 min 57 s 50 |                 |
| 13   | 2     | 8     | Luca de Tullio              | Italie          | 14 min 57 s 68 |                 |
| 14   | 2     | 6     | Daniel Jervis               | Grande-Bretagne | 14 min 57 s 88 |                 |
| 15   | 2     | 1     | Dávid Betlehem              | Hongrie         | 14 min 59 s 76 |                 |
| 16   | 1     | 4     | Krzysztof Chmielewski       | Pologne         | 15 min 1 s 89  |                 |
| 17   | 2     | 0     | Henrik Christiansen         | Norvège         | 15 min 2 s 31  |                 |
| 18   | 1     | 5     | Dimitros Markos             | Grèce           | 15 min 7 s 61  |                 |
| 19   | 2     | 7     | Carlos Garach Benito        | Espagne         | 15 min 8 s 02  |                 |
| 20   | 3     | 4     | Florian Wellbrock           | Allemagne       | 15 min 10 s 33 |                 |
| 21   | 2     | 9     | Ahmed Akram                 | Égypte          | 15 min 11 s 06 |                 |
| 22   | 1     | 3     | Alfonso Mestre Vivas        | Venezuela       | 15 min 33 s 82 | Record national |
| 23   | 1     | 7     | Righardt Muller             | Afrique du Sud  | 15 min 33 s 82 |                 |
| 24   | 1     | 1     | Ratthawit Thammananthachote | Thaïlande       | 15 min 39 s 46 |                 |
| 25   | 1     | 2     | Aryan Nehra                 | Inde            | 15 min 39 s 47 |                 |
| 26   | 1     | 8     | Rodolfo Falcon Jr           | Cuba            | 15 min 49 s 72 |                 |
| 27   | 1     | 6     | Huu Kim Son Nguyen          | Viêt Nam        | 16 min 20 s 45 |                 |
| 28   | 1     | 0     | TimothyTek-Sing Leberl      | Maurice         | 16 min 27 s 67 |                 |
| 29   | 1     | 9     | Hendrik Powdar              | Suriname        | 17 min 58 s 15 |                 |
| 30   | 3     | 9     | Kim Woo-min                 | Corée du Sud    | Non partant    | Non partant     |

### Finale
| Rang               | Ligne | Nageur             | Pays       | Temps          | Commentaire                            |
| ------------------ | ----- | ------------------ | ---------- | -------------- | -------------------------------------- |
| Médaille d'or      | 3     | Ahmed Hafnaoui     | Tunisie    | 14 min 31 s 54 | Record du championnat Record d'Afrique |
| Médaille d'argent  | 4     | Robert Finke       | États-Unis | 14 min 31 s 59 | Record des Amériques                   |
| Médaille de bronze | 7     | Samuel Short       | Australie  | 14 min 37 s 28 |                                        |
| 4                  | 5     | Daniel Wiffen      | Irlande    | 14 min 43 s 01 |                                        |
| 5                  | 6     | Lukas Märtens      | Allemagne  | 14 min 44 s 51 |                                        |
| 6                  | 1     | Kristóf Rasovszky  | Hongrie    | 14 min 51 s 46 |                                        |
| 7                  | 2     | Mykhailo Romanchuk | Ukraine    | 14 min 53 s 21 |                                        |
| 8                  | 8     | David Aubry        | France     | 14 min 56 s 63 |                                        |